# Selá (expressão bíblica)

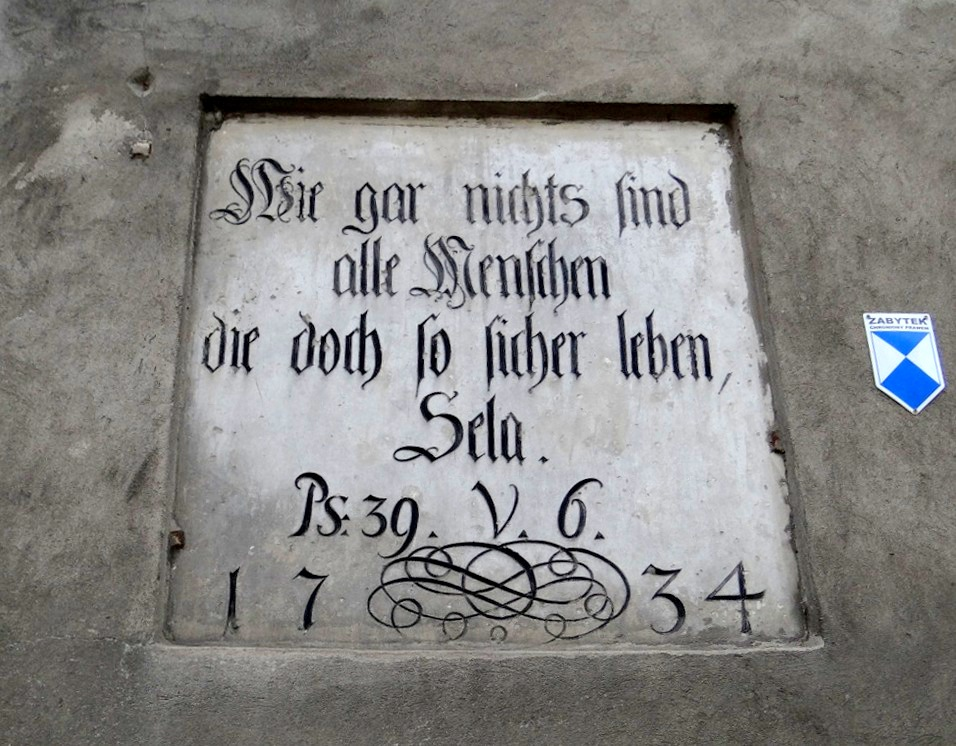
Verso em alemão do Salmo 39 terminado com a palavra Selá (Kožichov na Baixa Silésia)

Selá (em hebraico:  סֶלָה, também transliterada como selāh) é uma palavra usada frequentemente na Bíblia hebraica, predominantemente em Livro de Salmos mas também no de Habacuque. Trata-se de uma instrução sobre a leitura do texto, mas seu significado exato ainda é debatido. 
Os Salmos foram cantados acompanhados por instrumentos musicais e há referências a isto em muitos capítulos. 31 dos 39 com o subtítulo "para o músico mor" incluem a palavra "Selá". Selá provavelmente registraria uma pausa na música, com um propósito similar ao Amém na medida em que ressalta a importância da passagem anterior. Alternativamente, Selá pode significar "para sempre", como se faz em alguns lugares na liturgia judaica (notavelmente da segunda à última benção de Amidá). Outra interpretação afirma que Selá vem da primeira palavra raiz hebraica (calah), que significa "suspender" e por implicação medir (peso).
O termo não pode ser confundido com sela‘ (em hebraico:  סֶלַע), que significa "rocha" e era o nome de uma cidade dos tempos bíblicos.

## Etimologia
Sua etimologia e significado precisos são desconhecidos. Esta palavra ocorre 71 vezes em 39 dos 150 salmos da Bíblia Hebraica e três vezes no terceiro capítulo de Habacuque. É achada ao fim dos salmos 3, 24 e 46, e na maioria dos casos no final de um verso, com exceções nos Salmos 47:4, 55:19, 57:3 e em Habacuque 3:3, 9 e 13. 
Até hoje sua etimologia e real significado são incertos para os estudiosos. Entre as sugestões apresentadas, encontram-se as seguintes:
- Um sinal litúrgico de elevação (salal, elevar), para que fossem elevadas as mãos em atitude de oração
- Similarmente, uma orientação musical dada aos cantores ou à orquestra para elevar, isto é, cantar ou tocar mais forte, ou um acompanhamento mais alto
- Uma pausa para reflexão, ou etimologicamente derivada da elevação para Deus, ou de origem em uma interjeição. Na Septuaginta, tradução do Antigo Testamento para o grego, selah foi traduzida por diapsalma (em grego:  διάψαλμα), que significa intervalo, interlúdio, mudança de tom.
- Um sinal indicativo para que nesse ponto o adorador se prostrasse, derivado de uma raiz aramaica s-l, significando "prostrar-se".
- Ter-se-ia originado do hebraico salah (em hebraico:  סָלָה), significando "suspender", e, por implicação, medir, indicando comedimento nas palavras.[3]
- Em outras traduções gregas, como a de Áquila de Sinope, selah foi traduzida por aei (em grego:  ἀεί), significando "sempre", enquanto Teodócio traduz por eis telos (em grego:  εἰς τέλος, "no fim") parecendo indicar uma bênção litúrgica semelhante a Amém e Aleluia.

Charles Spurgeon, em seu comentário ao Salmo 143, observou que no contexto do sexto versículo, o salmista desejava elevar não apenas a voz, mas a alma, com sede de Deus.
Habacuque, o profeta hebreu, avaliando as calamidades que vieram sobre seu país e os subsequentes castigos que adviriam aos caldeus, argumentou com Deus com todo o entusiasmo e impetuosidade de seu espírito, culminando com sua sublime e poética prece, na qual aparece três vezes a palavra "Selá", provavelmente indicando sua posição meditativa sobre o que viera.